# U-76号潜艇 (1916年)
陛下之76号潜艇是德意志帝国海军建造的UE-I型潜艇或称U艇的六号艇。它由汉堡的伏尔铿船厂承建，于1916年3月12日下水，至同年5月11日交付使用。U-76号是在第一次世界大战期间服役的329艘德国潜艇之一，曾参加过大西洋潜艇战。在其四次巡逻中，共击沉2艘协约国及中立国商船。1917年1月22日，U-76号与一艘俄国拖网渔船相撞后，因恶劣天气在挪威的瑟略岛附近沉没。

## 设计
U-76号是德意志帝国海军潜艇局（U-Boot-Inspektion）于1914年底开发的UE级布雷潜艇（UE-I型）的六号艇，这是官方设计的第45号方案，计划具有更长的续航里程以及较短的工期。
U-76号为单壳体远洋潜艇，配有鞍形水柜。其全长为56.80米；舷宽5.90米，当中的耐压壳体宽为5米；有4.86米的吃水深度。其水上排水量为755吨，水下为832吨。艇只搭载有可在水上使用的两台奔驰六缸四冲程（S6 Ln型）柴油发动机，总功率为900匹公制馬力（662千瓦特）；以及可在水下使用的西门子-舒克特双电动发电机，总功率同样为900匹公制馬力（662千瓦特）。与其他远洋潜艇相比，它的机动性能较弱。这些发动机用以驱动双轴、每根轴各一个直径为1.41米的螺旋桨，从而使艇只在水上的最高速度达9.9節（18.3每小時），在水下的最高航速则为7.9節（14.6每小時）。艇只可以7節（13每小時）的速度在水上巡航7,880海里（14,590），或以4節（7.4每小時）的速度在水下巡航83海里（154）。它的潜航深度为50米。
U-76号的主要任务是布雷，舱内最多可搭载38枚水雷，它们是通过艇艉的两条弹射井道向后布设。因此，这不是一款用于发动鱼雷攻击的潜艇。然而，U-76号仍在左舷艏部和右舷艉部分别装备了一具鱼雷发射管用于自卫，并可携带合共4枚鱼雷。两具管道都位于耐压壳体外侧，因此只有在潜艇浮出水面时才能进行操纵和装填。此外，该艇在司令塔后方的艉部甲板上还装备有一门88毫米30倍径速射炮用于水面作战。其标准船员编制为4名军官及28名水兵。

## 历史
U-76号是由德意志帝国海军作为E项战时订单（Kriegsauftrag E）于1915年3月9日向汉堡的伏尔铿船厂订购，建造编号为58。艇只于1916年3月12日下水，至同年5月11日在首任暨唯一一任艇长、海军上尉瓦尔德马尔·本德的指挥下正式交付使用。自1916年6月起，U-76号被编入北海的第一潜艇区舰队服役，并一直隶属于该部队至意外沉没。
第一次世界大战期间，U-76号曾在北大西洋东部和北海完成两次布雷巡逻。其中，容积总吨为1149吨的挪威货轮波的尼亚号（Botnia）于1916年10月17日在摩尔曼斯克沿岸撞上了由U-76号布设的水雷而沉没；至1916年11月，该艇布设的雷区又分别导致俄国破冰船安娜一号沉没、俄国货轮库尔斯克号受损。
1917年1月22日（一说1月26日），U-76号在挪威北部海岸不慎与一艘俄国拖网渔船发生碰撞，并严重受损。延至翌日，该艇又在亨墨菲斯对开海面遭遇严重风暴。由于机件故障，本德决定弃艇，通过自爆将其凿沉。船员们随后发出求救信号，被一艘挪威渔船发现。除一名机械师外，所有船员均获救。潜艇的沉没地点大致位于瑟略岛附近的71°N 23°E / 71°N 23°E处。由于U-76号并非因参与直接作战而失事，其船员没有在挪威被拘留。本德得以返回德国，之后转为指挥U-43号。1971年7月，U-76号残骸被打捞上岸并拆解报废。

## 袭击历史摘要
| 日期           | 船名       | 船籍   | 吨位 （容积总吨） | 结局 |
| -------------- | ---------- | ------ | ----------------- | ---- |
| 1916年10月17日 | 波的尼亚号 | 挪威   | 1,149             | 击沉 |
| 1916年11月11日 | 安娜一号   | 俄罗斯 | 不详              | 击沉 |
| 1916年11月15日 | 库尔斯克号 | 俄罗斯 | 6254              | 击伤 |

## 脚注
1. ↑  Helgason, Guðmundur. . German and Austrian U-boats of World War I - Kaiserliche Marine - Uboat.net.   [2015-01-18].
2. 1 2 3  Gröner 1991，第10–11頁.
3. 1 2  Helgason, Guðmundur. . German and Austrian U-boats of World War I - Kaiserliche Marine - Uboat.net.   [2015-01-18].
4. ↑  Helgason, Guðmundur. . German and Austrian U-boats of World War I - Kaiserliche Marine - Uboat.net.   [2010-01-24].
5. ↑  Herzog，第48頁.
6. ↑  Herzog，第136頁.
7. ↑  Herzog，第123頁.
8. ↑  Herzog，第68頁.
9. ↑  Helgason, Guðmundur. . German and Austrian U-boats of World War I - Kaiserliche Marine - Uboat.net.   [2021-11-04].
10. 1 2  Helgason, Guðmundur. . German and Austrian U-boats of World War I - Kaiserliche Marine - Uboat.net.   [2021-11-04].
11. 1 2  Kemp，第23頁.